# PLM Open
PLM Open var en golftävling som spelades i södra Sverige. Den var först en tävling på Swedish Golf Tour 1983-1985 och därefter en europatourtävling mellan 1986 och 1990. 1990 slogs den ihop med SEO och blev Scandinavian Masters. Det sista året var den totala prissumman 356 930 brittiska pund.
PLM AB var sponsor för tävlingen, företaget har senare köpts upp av Rexam.

## Segrare
| År   | Vinnare        | Ursprungsland | Bana           |
| ---- | -------------- | ------------- | -------------- |
| 1983 | Peter Dahlberg | Sverige       | Falsterbo GK   |
| 1984 | Tommy Horton   | England       | Ljunghusens GK |
| 1985 | Denis Durnian  | England       | Flommens GK    |
| 1986 | Peter Senior   | Australien    | Falsterbo GK   |
| 1987 | Howard Clark   | England       | Ljunghusens GK |
| 1988 | Frank Nobilo   | Nya Zeeland   | Flommens GK    |
| 1989 | Mike Harwood   | Australien    | Bokskogens GK  |
| 1990 | Ronan Rafferty | Nordirland    | Bokskogens GK  |